# Karel Macháň
Karel Macháň (28. března 1867 Holice v okrese Pardubice – 1935 Rusko) byl český hudební skladatel, folklorista, spisovatel a pedagog.

## Život
V mládí studoval na gymnáziu ve Vysokém Mýtě a hudební vzdělání mu poskytl jeho strýc, který byl kapelníkem v Rovné. Nějaký čas byl v klášteře Milosrdných bratří ve Vídni. Stal se kapelníkem vojenské kapely v Petrovaradíně a v Niši.
V roce 1891 odešel do Bulharska, kde vyučoval na učitelských ústavech v Silistrii, Šumenu a Kjustendilu. Spolu s významným bulharským folkloristou N. Babačevem vydávali hudební časopis Kaval. Uveřejnili velmi cenné články o bulharské lidové hudbě. Problematika bulharské lidové hudby ho zaujala natolik, že záhy začal pilně přispívat do několika časopisů v Bulharsku, Německu aj. Zabýval se zejména vlivy orientální a byzantské hudby na bulharskou lidovou píseň.
Karel Macháň je též autorem několika učebnic hudby (Učebnik po muzikata, Učebnik po kitara, Kratak učebnik po pěnie). Za školu hry na housle byl v roce 1898 vyznamenán srbským králem Alexandrem.
Patrně v roce 1902 odešel do carského Ruska. Stal se brigádním kapitánem v Čardžuji, oblastním kapitánem Turkestanského vojenského okruhu v Kokanu. V Moskvě získal kvalifikaci učitele němčiny. Pedagogicky působil, tak jako řada jiných Čechů, ve významných kulturních centrech Batumi a Tbilisi. Ke konci života působil taktéž v moskevském rozhlase.
I když Karel Macháň většinu života prožil v zahraničí, můžeme v jeho osobnosti spatřit významného českého folkloristu, který se neopakovatelně zasloužil o zachování a rozvoj bulharské kultury.

## Dílo
- Bulharské capriccio pro klavír a orchestr
- Choro (opereta)
- Četné směsi lidových písní a vojenské pochody